# 直田姬奈
直田姬奈（日语：／ Suguta Hina，1995年4月17日—）是日本女性声优，東京俳優生活協同組合所属。

## 经历
在参与声优工作前是一名幼儿园老师，但由于憧憬动画制作工作，所以也很想成为一名声优。在手机游戏《消灭都市2》中首次以角色“遥香”出道，之后也在《消灭都市2》中的声优组合“SPR5”从事音乐演奏工作，并于2018年6月首次出现SPR5的活动。
2020年，在BanG Dream!中，成为新乐队组合“Morfonica”中角色“桐谷透子”的声优，并且也承担其在现实乐队组合的角色的吉他演奏。
2023年4月30日退出株式会社アニモプロデュース，6月1日加入東京俳優生活協同組合。

## 人物简介
在成为声优前，受到过《银魂》的影响，尤其是坂田银时的话语间。在从事幼儿园老师，就了解到孩子们对动漫作品的兴趣，希望参与到动漫制作中，并致力于以声优的身份参与到为儿童录制的作品中。
擅长吉他，在成为Morfonica的电吉他手角色前，就有演奏过木吉他的经验。喜欢辛辣的食物和草莓。

## 演出作品
※粗字是指主角或主要角色。

### 電視動畫
2019年
- 临死!!江古田（田中[4]）
- 消灭都市（遥香[5]、女高中生）
- 流汗吧！健身少女（女学生）

2020年
- 淘氣貓2020：家有圓圓？！～我家的圓圓你知道嗎～（小孩）
- BanG Dream! 少女樂團派對☆PICO ～大份～（桐谷透子）
- [ETERNITY～深夜的濡戀頻道♡～（楠木真紀、女子社員、女性社員A）※通常版

2021年
- BanG Dream! 少女樂團派對☆PICO Fever!（桐谷透子）

2022年
- 戀上換裝娃娃（喜多川海夢[6]）
- BanG Dream! 少女樂團派對！5週年紀念動畫 -CiRCLE THANKS PARTY!-（桐谷透子）
- BanG Dream! Morfonication（桐谷透子[7]）

2024年
- 孤單一人的異世界攻略（辣妹隊長[8]）

2025年
- 名偵探柯南（主持人）
- BanG Dream! Ave Mujica（桐谷透子）
- 凸變英雄X（夏晴[9]）
- 戀上換裝娃娃 Season 2（喜多川海夢[10]）
- Silent Witch 沉默魔女的祕密（凱西·古洛布[11]）
- 小手指同學，請別亂摸（楠木亞露真[12]）

### 劇場動畫
2021年
- BanG Dream! FILM LIVE 2nd Stage（桐谷透子）
- 劇場版 咒術迴戰 0（齊藤女兒）

2022年
- 劇場版 BanG Dream! Poppin'Dream（桐谷透子）

2025年
- 怪盜皇后的優雅假期（ロク[13]）

### Web动画
2019年
- 《Bey Blade》（播报员C）

### 电视剧
2019年
- 《孤獨的美食家》（成吉思汗烤肉店的店员）

### 电影外语配音
2019年
- 《冰雪奇缘2》

### 游戏
2018年
- 《消灭都市2》（遥香）

2019年
2020年
- 《BanG Dream! 少女樂團派對》（桐谷透子）

2023年
- 《勝利女神：妮姬》（ナガ）
- 《崩壞：星穹鐵道》（桂乃芬）

2024年
- 怪物彈珠（赤兔馬、赤馬乃莫蜜）

### 廣播
※是網路電台。
2020年
- 《Morfonica Radio （页面存档备份，存于）》（YouTube、響-HiBiKi radio Station-※）

### 廣告
- 中外製藥廣告（佐佐木）[2]

## 音樂作品

### 單曲
| 發售日  | 商品名称           | 演唱                             | 歌曲                   | 备注                                   |        |        |
| 發售日  | 商品名称           | 2018年                           | 2018年                 | 2018年                                 | 2018年 | 2018年 |
| ------- | ------------------ | -------------------------------- | ---------------------- | -------------------------------------- | ------ | ------ |
| 8月17日 |                    | SPR5                             | 「」 「」 「恋の魔法」 | 游戏《消灭都市2》相关曲                |        |        |
| 12月2日 |                    | SPR5                             | 「」                   | 游戏《消灭都市2》相关曲                |        |        |
| 2019年  |                    |                                  |                        |                                        |        |        |
| 1月9日  | Supreme Revolution | SPR5                             | 「」 「」 「」         | 游戏《消灭都市2》相关曲                |        |        |
| 1月9日  | Supreme Revolution | 遥香（直田姫奈）、红炎（社本悠） | 「」                   | 游戏《消灭都市2》相关曲                |        |        |
| 1月9日  | Supreme Revolution | 遥香                             | 「」                   | 游戏《消灭都市2》相关曲                |        |        |
| 4月24日 | With Your Breath   | SPR5                             | 「With Your Breath」   | 电视动画《消灭都市》结尾曲             |        |        |
| 4月24日 | With Your Breath   | SPR5                             | 「」                   | 游戏《AFTERLOST - 消滅都市》相关曲     |        |        |
| 2020年  |                    |                                  |                        |                                        |        |        |
| 5月27日 |                    | Morfonica                        | 「」 「」              | 游戏《BanG Dream! 少女樂團派對》相关曲 |        |        |

## 外部連結
- 事务所个人档案 （页面存档备份，存于）
- 直田姬奈的X（前Twitter）
- 直田姬奈SHOWROOM陈列室 （页面存档备份，存于）